# 水浒后传

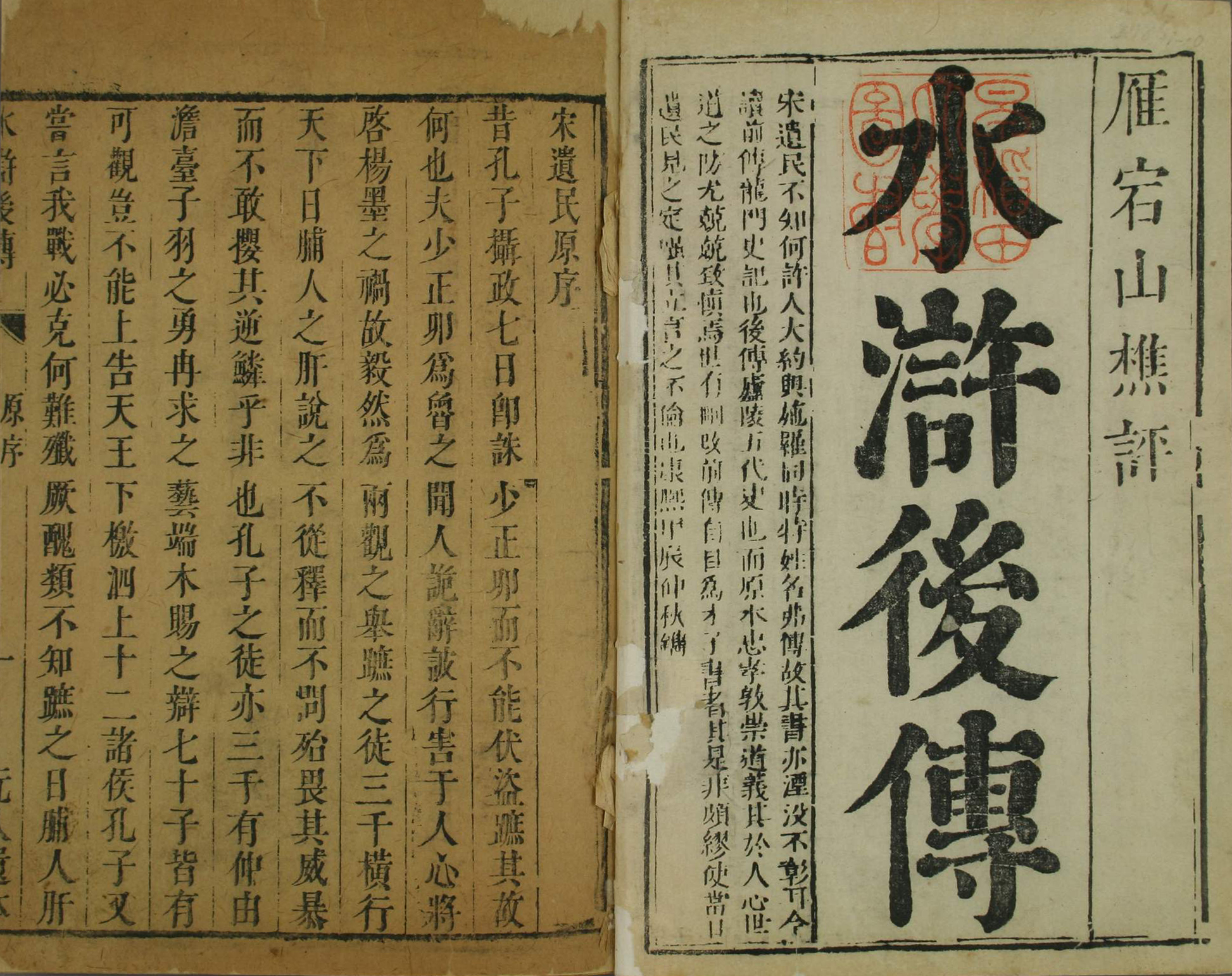
清康熙三年（1664）《水滸後傳》刊本書影，早稻田大学图书馆藏。

《水滸後傳》，中國清初章回小說，40回，《水滸傳》續書，作者明遺民陳忱。故事講述倖存的梁山英雄卅多人抗金衛國，到海外暹羅國開基立業，李俊登基為王，建立新政權，有烏托邦與避走他方的思想，寄託了滿清統治下明遺民的悲哀與願望。小說偶有佳筆，藝術成就瑕瑜互見，影響了19世紀的日本文學。

## 作者
《水滸後傳》作者為明末清初浙江烏程人陳忱:102。陳忱不曾參與科舉，抗拒滿清政府，支持並參與反清運動，對異族統治感到痛苦失望，加入明遺民組成的「驚隱詩社」，成員尚有顧炎武、歸莊、吳炎等。1664年，《水滸後傳》首次出版:155。陳忱自稱發現佚名「古宋遺民」於元初所著的《水滸後傳》，自己則取「雁宕山樵」為筆名，以評點者的身份現身:242。

## 結構與內容
《水滸後傳》共40回，分兩部份，其中情节与《水浒传》有所出入。前30回主要描寫中國國內的混亂局勢，梁山好漢陸續聚集，在第29回人數達到32人。後10回寫梁山英雄決定到異國他鄉，該地君主英明而百姓善良，結局皆大歡喜。:156
故事從《水滸傳》結局阮小七因穿起方腊丢下的龙袍，被奸臣童贯、蔡京誣陷謀反，回到石碣村打渔为生說起。阮小七祭奠宋江等人時，得罪蔡京黨羽張幹辦，被後者率兵抓捕，阮小七一怒之下殺死張幹辦。在逃亡路上，阮小七遇上昔日梁山好漢以及扈成、欒廷玉等人，眾好漢重新落草。另一方面，李俊等七人對國內現狀不滿，乘船出海，到海外暹羅國，攻克金鰲島，與王室結為好友，其中一人並跟暹羅公主成婚。在故國，存活的梁山好漢共有32人，分別加入山東和河北的兩個強盜山寨。當時北宋覆滅，局勢混亂不堪，大伙聽說李俊執掌暹羅國，決定乘船前往，抵達時正值攻城之戰，暹羅國主马赛真被奸相共涛所弑，篡了王位，大伙一起協助李俊消滅奸相共濤和叛黨。鋤奸後，李俊得到暹羅王位的禪讓，登基不久，聽聞南宋皇帝高宗在暹羅國附近遇險，出手救了高宗性命，把他送回京城杭州。高宗感謝之餘，就朝廷曾對梁山英雄的不公請求原諒，下詔冊立了暹羅王及四十三好漢。李俊治下，暹羅國受中國影響愈來愈深，并且與高麗國王結拜。32個好漢都在異國成家立室，生活幸福美滿。:155-156

## 主題與寄託
《水滸後傳》沉痛寄託陳忱亡國之思，乃「泄憤之書」，描寫北宋亡國，借題發洩作者亡國隱痛:755、759、760。小說繼續發揚以造反體現忠義，抵禦外侮的主題。水滸英雄在暹羅的烏托邦，與梁山泊大為不同：減少暴力，享受家庭之樂，實現文官政體，有反諷意味。小說通過倖存梁山英雄的英勇事蹟，包括抗金衛宋，在暹羅建基立業，寄托明遺民的冀望、憂懼和悲哀，反清復明運動或可借外力得一線生機:242-243，所述勤王的豪傑雖出於虛構，卻代表了當時的人心:761。小說亦寄寓避走他方之意:102，書中詩歌流露在清朝統治下的失意及想去異域的願望，小說中的烏托邦或許暗示鄭成功在臺灣的政權。

## 歷史與事件
根據文中描述打败方腊后，李俊及費保四人等，从太仓港出海。李俊出海稱王來到了暹羅囯，占據了二十四個島嶼，其中有四個島最爲强大，作爲暹羅國的屏障辅翼，書中的暹羅應當屬於當時的真臘囯，其囯法律分爲唐人與番人之等。真臘東部臨海，西部接壤蒲甘，南部連接加羅希，北部抵達占城國。南宋淳熙三年，史書曾記載了吉陽軍襲擊真臘，以舟侵入至真臘國都，平息政變的事情。
公元1165年，真臘國王耶输跋摩二世被一個權臣推翻，權臣被稱爲特里布婆那迭多跋摩宣稱是真臘的囯王:163。
公元1177年，在來自中國海南的吉陽軍的帶領下，組成了一支艦隊襲擊了真臘的國都，占城國入侵了真臘囯，篡位的國王被剝奪了王位而死:166。
公元1181年，經過了四年時間局勢再次平息，阇耶跋摩七世繼承了真臘國王位:170。
公元1190年，大越皇帝李高宗保持中立，真臘對占城發動了報復與反擊:170。

## 評價與影響
胡適認為，《水滸後傳》感情真摯，雖為第二流小說，但有些文章如卷22「中牟縣除奸」卻是二流小說中絕無僅有的；書中記述燕青拜見宋徽宗一事，亦寫得哀艷感人，遠勝其他小說:765、767。漢學家魏愛蓮（Ellen Widmer）認為《水滸後傳》的文學價值瑕瑜互見，尚不足以列入一流經典作品之列。作品直接影響十九世紀日本瀧澤馬琴的小說《椿說弓張月》。

## 參看
- 打漁殺家